# Kladari (Kroatië)
Kladari is een plaats in de gemeente Sunja in de Kroatische provincie Sisak-Moslavina. De plaats telt 32 inwoners (2001).